# Heriberto
Heriberto es un nombre propio masculino de origen germano en su variante en español. Procede de Heriberht, compuesto de heri (ejército) y berht (brillo, resplandor), «el brillo del ejército», «el resplandor del ejército».

## Santoral
16 de marzo: San Heriberto, obispo de Colonia, mártir.

## Variantes
- Femenino: Heriberta.

| Variantes en otras lenguas | Variantes en otras lenguas             |
| -------------------------- | -------------------------------------- |
| Español                    | Heriberto, Herberto                    |
| Alemán                     | Herbert, Heribert                      |
| Catalán                    | Heribert                               |
| Checo                      | Herbert                                |
| Danés                      | Herbert                                |
| Euskera                    | Eriberta                               |
| Francés                    | Héribert                               |
| Holandés                   | Herbert                                |
| Húngaro                    | Herbert                                |
| Inglés                     | Herbert, Heribert                      |
| Islandés                   | Herbert                                |
| Italiano                   | Erberto, Eriberto, Ariberto            |
| Latín                      | Heribertus                             |
| Letón                      | Herberts                               |
| Lituano                    | Herbertas                              |
| Noruego                    | Herbert                                |
| Polaco                     | Herybert                               |
| Portugués                  | Heriberto                              |
| Ruso                       | Герберт (Gerbert), Гериберт (Geribert) |
| Sueco                      | Herbert                                |